# Euproctis temburong
Euproctis temburong är en fjärilsart som beskrevs av Holloway 1999. Euproctis temburong ingår i släktet Euproctis och familjen tofsspinnare. Inga underarter finns listade i Catalogue of Life.